# Джнянпитх
Джнянпитх (ज्ञानपीठ पुरस्कार) — главная индийская национальная литературная и поэтическая премия, вручаемая авторам, пишущим на одном из множества индийских языков, в том числе на санскрите. Учредителем премии является издательство, выпускающее газету The Times of India. Была учреждена в 1961 году, впервые вручена в 1965 году. В настоящее время премия составляет 1 100 000 рупий, помимо которых номинант получает бронзовую статуэтку богини Сарасвати.

## Лауреаты
- 1965 — Куруп Шивашанкара — за сборник стихов «Odakkuzhal» на языке малаялам
- 1966 — Тарашонкор Бондопаддха́й[англ.][2] — за роман «Ganadevata» на бенгальском языке
- 1967
  - Умашанкар Джоши[англ.][3] — за сборник стихов «Nishith» на гуджарати
  - Кувемпу[4] — за роман «Sri Ramayana Darshanam» на каннада
- 1968 — Сумитранандан Пант
- 1969 — Фирак Горакхпури[англ.][5] — за сборник стихов «Gul-e-Naghma» на урду
- 1970 — Вишванатха Сатьянараяна — за поэму «Ramayana Kalpavriksham» на телугу[6]
- 1971 — Бишну Де[англ.][7] — за «Smriti Satta Bhavishyat» на бенгальском языке
- 1972 — Динкар
- 1973
  -  Д. Р. Бендре[англ.] — за сборник стихов «Naaku Tanti» на каннада
  - Гопинатх Моханти[англ.] — за «Mati Matala» на ория
- 1974 — В. С. Кхандекар[англ.] — за роман «Король Яяти» на маратхи[8]
- 1975 — П. В. Акиландам — за «Chitttrappavai» на тамильском языке
- 1976 — Ашапурна Деви[англ.] — за роман «Prothom Protishruti» на бенгальском языке
- 1977 — Кота Шиварама Карант[англ.] — за роман «Mookajjiya Kanasugalu» на каннада
- 1978 — Агьея — за сборник «Kitni Naavon mein kitni baar»
- 1979 — Бирендра Кумар Бхаттачария[англ.] — за роман «Mrityunjay» на ассамском языке
- 1980 — С. К. Поттеккат[англ.][5] — за роман «Oru Desathinte Katha» на малаялам
- 1981 — Амрита Притам — за роман «Бумага и канвас»
- 1982 — Махадеви Варма — за поэзию на хинди
- 1983 — Масти Венкатеша Айенгар[англ.] — за вклад в литературу на каннада
- 1984 — Шившанкар Такеджи Пиллай[англ.] — за вклад в литературу на малаялам
- 1985 — Панналал Патель[англ.][9] — за вклад в литературу на гуджарати
- 1986 — Сачи Раутрай[англ.] — за вклад в литературу на ория
- 1987 — Кусумаградж[англ.][4] — за вклад в литературу на маратхи
- 1988 — Нараяна Редди[англ.] — за вклад в литературу на телугу
- 1989 — Куррат уль-Айн Хайдар[англ.] — за вклад в литературу на урду
- 1990 — Винаяк Кришна Гокак[англ.] — за вклад в литературу на каннада
- 1991 — Шубхаш Мукхопаддхай — за вклад в литературу на бенгальском языке
- 1992 — Нареш Мехта[англ.] — за вклад в литературу на хинди
- 1993 — Ситакант Махапатра[англ.] — за вклад в литературу на ория
- 1994 — У. Р. Анантамурти[англ.] — за вклад в литературу на каннада
- 1995 — М. Т. Васудеван Наяр — за вклад в литературу на малаялам
- 1996 — Махасвета Деви
- 1997 — Али Сардар Джафри[англ.] — за вклад в литературу на урду
- 1998 — Гириш Карнад — за вклад в литературу и театр на языке каннада
- 1999
  - Нирмал Верма[англ.] — за вклад в литературу на хинди
  - Гурдиал Сингх — за вклад в литературу на панджаби
- 2000 — Мамони Райсом Госвами[англ.] — за вклад в литературу на ассамском языке
- 2001 — Раджендра Шах[англ.] — за вклад в литературу на гуджарати
- 2002 — Джаякантан[англ.] — за вклад в литературу на тамильском языке
- 2003 — Винда Карандикар[англ.] — за вклад в литературу на маратхи
- 2004 — Рехман Рахи[англ.] — за вклад в литературу на кашмири
- 2005 — Кунвар Нараян[англ.] — за вклад в литературу на хинди
- 2006
  - Равиндра Келекар[англ.] — за вклад в литературу на конкани
  - Сатьяврат Шастри — за поэтические произведения на санскрите
- 2007 — О. Н. В. Куруп — за вклад в литературу на языке малаялам
- 2008 — Ахлак Мохаммед Хан[англ.]
- 2009 — Амаркант[англ.] и Шрилал Шукла
- 2010 — Чандрашехара Камбара[англ.]
- 2011 — Пратибха Рай[англ.]
- 2012 — Равури Бхарадваджа[англ.]
- 2013 — Кедарнатх Сингх[англ.]
- 2014 — Бхалчандра Немадэ[англ.]
- 2015 — Рагхувир Чаудхари[англ.]
- 2016 — Шанкха Гхош[англ.]
- 2017 — Кришна Собти[англ.]
- 2018 — Амитав Гхош
- 2019 — Аккитам Ачутан Намбутхири[англ.]
- 2020 — Нилмони Пхукан
- 2021 — Дамодар Маузо[англ.]
- 2024 
  - Рамбхадрачарья Свами
  - Гулзар